# 안릉신영도
안릉신영도는 1785년 요산헌(樂山軒)(성명 미상)의 부친이 황해도 안릉의 신임 현감으로 부임하는 광경을 담은 행렬도이다. 이때 요산헌이 그 행렬의 광경이 매우 성대한 것을 보고 다음 해인 병오년(丙午年)(1786)에 화공 김홍도에게 부탁해서 이를 그리게 했다는 무신년(戊申年)의 제발이 있다.
행렬의 내용을 살펴보면 청도(淸道)․홍문(紅門)․홍초(紅招)․백초(白招)․흑초(黑招)․월도(月刀)․령(令)․표미(豹尾)․관이(貫耳) 등 각종 번기(幡旗)를 든 기수 48명이 앞장을 서고 있다. 그 뒤를 이어 군뢰(軍牢)․중군(中軍)이 따르고 북과 호적(呼笛)․나팔(喇叭)의 악대(樂隊)가 따른다. 악대 중 두 팔을 벌쩍 올려 북치는 인물이 모습에서 행렬의 위엄을 느낄 수 있다. 병방(兵房)과 집사(執事), 아전, 세요수(細樂手)와 기생(妓生), 요거(要擧)를 앞세운 배행(陪行), 비기(婢騎), 나장(羅將), 동기(童妓) 등의 행렬도 보인다. 말을 탄 아녀자 중에는 아이를 안고 있기도 하며, 3명의 아이들이 말 위에 함께 타고 있기도 하다. 18명의 수종원이 받드는 쌍교(雙轎)가 등장하며 다시 그 뒤에 배행과 군뢰가 따르고 좌거(座車) 뒤에는 책실(冊室)․책객(冊客)․중방(中房)․기생이 있다. 젊은 중방은 바로 뒤 따라오는 기생을 힐끔 쳐다보고 있다. 그리고 좌수(坐首)와 예감(禮監)일행으로 끝난다. 일행의 뒤쪽을 따라오는 한 필의 말 등 위에 돗자리와 상, 그리고 우산 등이 보인다. 행렬의 흐림이 풍부하고 그 배열방식이 자연스러울 뿐 아니라 복식과 얼굴 표정 및 몸동작을 매우 사실적으로 다양하게 묘사하고 있다. 풍속화를 보는 듯한 자연스러운 느낌을 주는 작품이다.

## 참고 자료
- 안릉신영도-국립중앙박물관